# آنوک هوخندک
آنوک آنا هوخندک (زادهٔ ۶ مه ۱۹۸۵) یکی از بازیکنان تیم ملی فوتبال زنان هلند است که در پست دفاع و هافبک بازی میکند.او در حال حاضر در باشگاه فوتبال اوترخت و در لیگ برتر هلند(Eredivisie) بازی می کند.